# 勝山通り (北九州市)

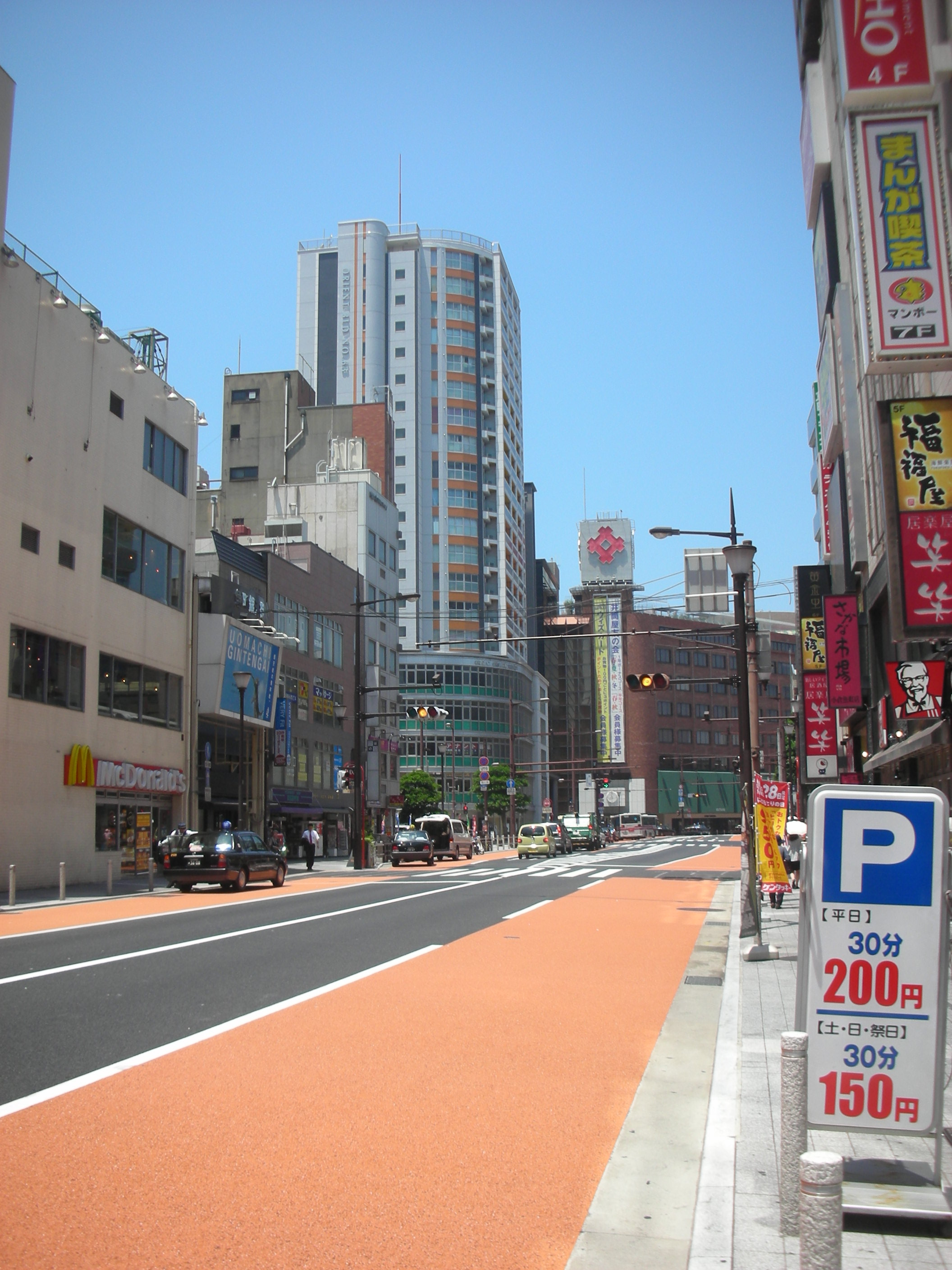
勝山通り、小倉北区魚町から砂津方面（2009年）

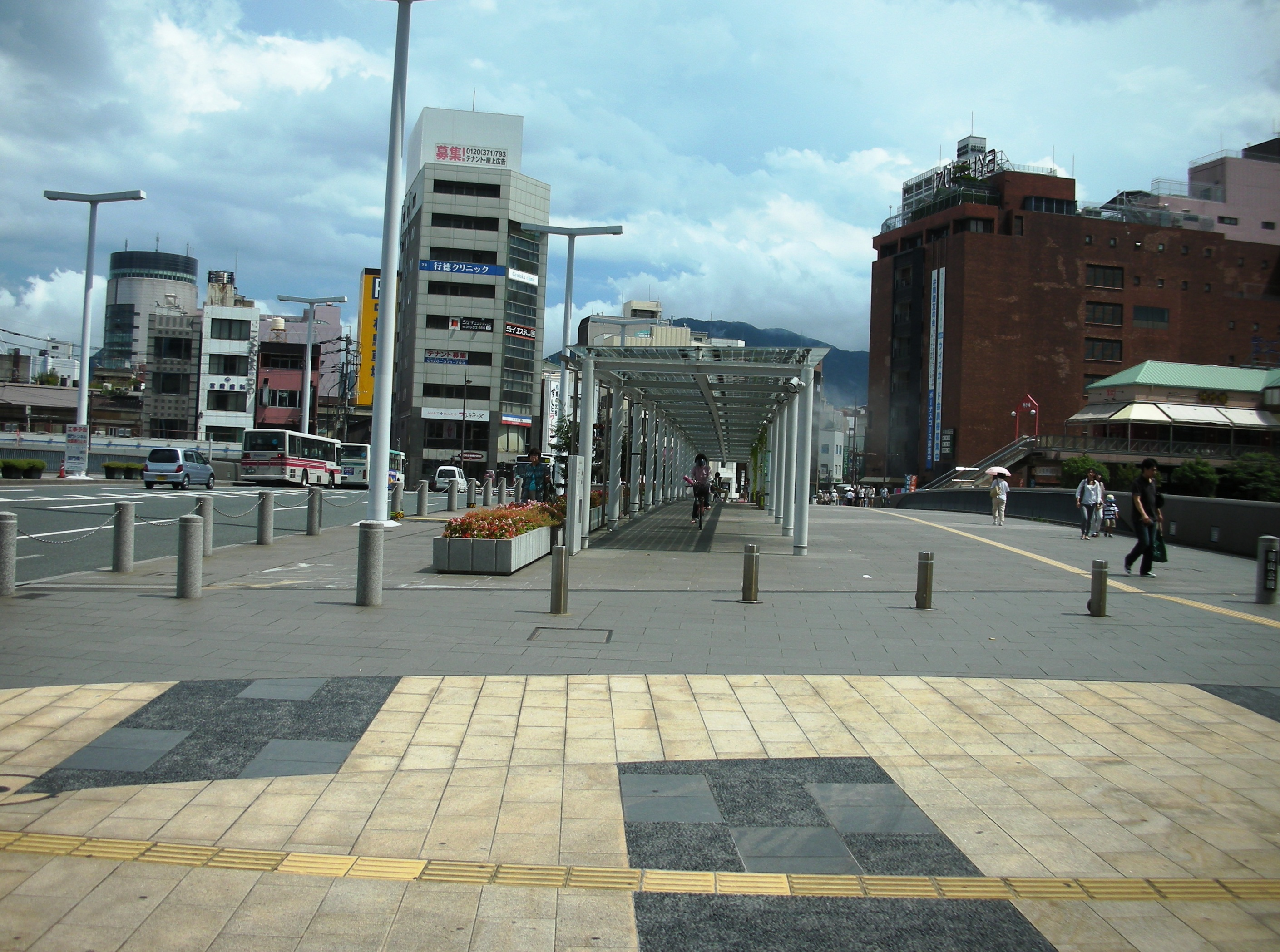
勝山橋（2010年）

勝山通り（かつやまどおり）は、福岡県北九州市小倉北区の大門跨線橋から同区砂津交差点までを結ぶ、国道199号（市道小倉中央線）の名称。

## 概要
紫川マイタウン・マイリバー整備事業の一環として、紫川の川幅拡張に伴う勝山橋の架け替え工事が始まった1998年に公募により名付けられた。この通りは小倉都心部のメインストリートの一つであり、沿道には井筒屋小倉店やリバーウォーク北九州などの商業施設がある。
西鉄北九州線の電車通りであったことから、現在でも旧電車通りと呼ぶ市民も多い。
西鉄北九州線が廃止になった1992年（平成4年）10月25日まで大門 - 米町間は、東向きの一方通行であった。
勝山通りで分断されていた魚町銀天街の2つのアーケードをジョイントさせる「魚町エコルーフ」が道路上に設置されている。2009年（平成21年）9月中旬着工、2010年（平成22年）3月完成。

## 沿道の施設など
- リバーウォーク北九州
- 井筒屋小倉店
- 魚町銀天街
- チャチャタウン小倉
- 三井住友銀行北九州支店
- みずほ銀行北九州支店
- りそな銀行北九州支店（空中店舗）
- 福岡銀行小倉支店
- 西日本シティ銀行小倉支店
- 大分銀行小倉支店
- 肥後銀行北九州支店
- 筑邦銀行北九州支店
- 商工組合中央金庫北九州支店
- 九州電力北九州支店
- 砂津バスセンター
- 小倉D.C.タワー

## 接続する道路
- 福岡県道270号竪町到津線 （大門一丁目交差点）
- 清張通り（西小倉駅前交差点）
- 福岡県道37号小倉港線 （＝ちゅうぎん通り）（魚町交差点）
- 福岡県道266号三萩野魚町線（＝みかげ通り）（魚町交差点）
- 福岡県道36号小倉停車場線（＝平和通り）（小倉駅前交差点）
- 浅香通り（鍛冶町二丁目交差点）
- 国道3号（砂津交差点）